# Quetzal-pavão
O quetzal-pavão, também nomeado surucuá-açu e surucuá-pavão (Pharomachrus pavoninus; nomeado, em inglês, pavonine quetzal), é uma espécie de ave da família Trogonidae. Foi classificado por Johann Baptist von Spix, que esteve no Brasil durante a Missão Artística Austro-Alemã (entre 1817 e 1820) e descreveu seu tipo nomenclatural em 1824; habitando as florestas tropicais pluviais de terra firme da região amazônica, entre as margens localizadas a oeste dos rios Tapajós e Negro até a Venezuela, Colômbia, Equador, Peru e Bolívia, sendo substituído por outras espécies semelhantes de quetzal a oeste da cordilheira dos Andes. É considerado o maior Trogonidae do Brasil, chegando a 34 centímetros de comprimento.

## Descrição
Esta ave não apresenta grande dimorfismo sexual, com a fêmea possuindo a cabeça menos brilhante e o peito amarronzado, enquanto o macho é mais esverdeado; cor esta que lhe cobre toda a região dorsal, ao redor do pescoço e região peitoral superior, sendo abruptamente dividida para uma forte tonalidade em vermelho na região da barriga e tendendo ao abóbora na área do uropígio; de onde partem penas retrizes de tonalidade acinzentada, no ventre. Ao contrário do lendário quetzal-resplandecente, suas penas verdes da cauda apenas igualam ou ultrapassam um pouco a ponta de suas retrizes.

## Nidificação e comportamento nupcial
Em Los Amigos, no sudeste da Amazônia peruana, Daniel J. Lebbin encontrou uma cavidade com ninho desta espécie a 4,2 metros acima do solo, em um tronco morto na floresta de terra firme, contendo dois ovos azuis-claros, cada um com algumas pequenas manchas castanhas; pois costumam nidificar em ocos de pau de árvores mortas ou decompostas. O macho pareceu incubar durante a maior parte do dia, da manhã até o crepúsculo; com a fêmea aparecendo para incubá-los à noite e durante a madrugada. Foram dados anfíbios e frutos aos filhotes, que cresceram em um período entre 21 a 24 dias. Pouco se sabe sobre seu comportamento nupcial pré-cópula.

## Alimentação e hábitos
Pharomachrus pavoninus alimenta-se principalmente de frutos, sendo observado junto a árvores frutíferas capazes de oferecer-lhes frutos grandes. Vivem no estrato mediano ou próximos ao dossel florestal, solitários ou em pares que, com frequência, permanecem pousados, quietos, passando facilmente desapercebidos ante a presença humana. Seus pés, pequenos e fracos, com pernas curtas, são próprios para o pouso na vegetação, não prestando para pulos ou saltos no solo.

## Subespécies
São citadas duas subespécies descritas de P. pavoninus:
- Pharomachrus pavoninus pavoninus - Descrita por Spix em 1824. Nativa da Amazônia (entre o sudeste da Colômbia e o nordeste do Peru).
- Pharomachrus pavoninus viridiceps - Descrita por Griscom & Greenway Jr. em 1937. Nativa da Amazônia brasileira, na região do rio Tapajós.

## Conservação
De acordo com a União Internacional para a Conservação da Natureza (IUCN), esta é uma espécie pouco preocupante, avaliada como de menor importância em seu perigo de extinção (ou em seu estado de conservação), pois tem uma ampla distribuição geográfica que a torna menos suscetível ao impacto humano (extensão da ocorrência com 20.000 quilômetros quadrados, combinados com um tamanho decrescente ou flutuante de extensão ou qualidade de seu habitat, com um pequeno número de localizações dotadas de fragmentação severa; apesar do fato de sua tendência populacional parecer estar diminuindo, não se acredita que o seu declínio seja suficientemente rápido para aproximá-la dos limiares que a tornam uma espécie vulnerável sob o critério de tendência populacional).